# Longin Duda
Longin Marian Duda (ur. 3 grudnia 1922 w Miechowie, zm. 19 lipca 1998 w Szczecinie) – polski profesor nauk rolniczych w zakresie gospodarki wodnej, hydrologii i melioracji wodnych, nauczyciel akademicki

## Życiorys
Longin Duda urodził się w rodzinie Aleksandra i Marianny Duda. Podczas II wojny światowej pracował w Dyrekcji Okręgowej Kolei Państwowych w Krakowie (1942-1945). Po zakończeniu wojny przeniósł się do Szczecina, gdzie pracował jako technik w okręgu szczecińskim kolei DOKP 1945-1947, a w latach 1948-1958 w Oddziale Wodnym Biura Projektów Przemysłu Włókien Sztucznych kolejno na stanowiskach od projektanta do głównego projektanta i kierownika zespołu projektantów (1948-1958). Jednocześnie studiował w szczecińskiej Szkole Inżynierskiej (późniejszej Politechnice Szczecińskiej), otrzymując w 1950 dyplom inżyniera budownictwa wodnego. W latach 1951–1956 w macierzystej uczelni był nauczycielem akademickim zatrudnionym na stanowisku asystenta. Od 1957 pracował w Wyższej Szkole Rolniczej w Szczecinie, gdzie przeszedł przez wszystkie szczeble kariery akademickiej. W 1960 ukończył eksternistycznie na Politechnice Szczecińskiej studia magisterskie z tytułem zawodowym magistra inżyniera budownictwa wodnego. W 1964 na Wydziale Rolniczym WSR w Szczecinie otrzymał stopień naukowy doktora nauk rolniczych po obronie dysertacji Niektóre problemy bilansu wodnego rzeki Płoni ze szczególnym uwzględnieniem zagadnienia jeziora Miedwie jako zaplecza wodnego rejonu Stargardzko-Szczecińskiego (promotor: doc. mgr Ryszard Bagiński). W 1969 został doktorem habilitowanym nauk rolniczych. W 1977 otrzymał tytuł naukowy profesora nadzwyczajnego, a w 1986 – tytuł naukowy profesora zwyczajnego. W latach 1957–1994 pełnił funkcję kierownika Katedry Melioracji, w latach 1983–1987 – dyrektora Instytutu Techniki Rolniczej, a następnie – kierownika Katedry Melioracji Wodnych (1988-1992). Na emeryturę przeszedł w 1996.  
Longin Duda został pochowany 23 lipca 1998 na Cmentarzu Centralnym w Szczecinie (kw. 40A/5/02).  

## Praca naukowo-dydaktyczna
Longin Duda prowadził badania naukowe w zakresie hydrologicznych podstaw melioracji, określenia zasobów wodnych zlewni niekontrolowanych metodami standardowymi, opracowania metod określania zasobów wodnych zlewni na podstawie analogii hydrologicznej, warunków hydrologicznych zlewni rzek na Pomorzu, bilansów wodnych zlewni rzek na Pomorzu, migracji składników chemicznych z obszaru zlewni do wód powierzchniowych, wpływu czynników agrotechnicznych na kształtowanie składowych bilansu wodnego zlewni rzecznej, a także oceny wpływu parametrów fizjograficznych zlewni rzecznej na kształtowanie wskaźników jej bilansu wodnego. Opublikował 55 oryginalnych prac naukowych, 65 prac popularnonaukowych oraz około 80 opracowań niepublikowanych zawierających prace badawcze, projektowe i ekspertyzy. Był promotorem 5 prac doktorskich, autorem licznych recenzji prac na tytuły i stopnie naukowe oraz promotorem ponad 40 prac magisterskich i inżynierskich. Należał do Szczecińskiego Towarzystwa Naukowego, Polskiego Towarzystwa Gleboznawczego, a także do Komitetu Melioracji Polskiej Akademii Nauk.

## Wybrane publikacje
- Analiza średnich stanów wody w jeziorze Miedwie i ich związku z opadami z punktu widzenia gospodarki wodą w zlewni rzeki Płoni. „Zesz. Nauk. Wyższej Szkoły Rolniczej w Szczecinie” 1966, 21 (wsp. Cz. Kwarta)
- Prognozowanie przepływów lub stanów średnich wód na niektórych rzekach Pomorza Zachodniego dla potrzeb gospodarki wodnej. Wyższa Szkoła Rolnicza w Szczecinie. Rozprawy nr 16, 1969, 110 ss. (rozprawa habilitacyjna)[16][9]
- Retencja jeziorna jeziora Miedwie w latach 1902/03-1939/40. Szczec. Tow. Nauk. Wydział Nauk Matematycznych i Technicznych 1970, 8, 1, s.1-30 (wsp. Konrad Duklas)[17]
- Ogólne zasoby wód powierzchniowych w zlewni rzeki Płoni. Szczec. Tow. Nauk. Wydział Nauk Przyrodniczych i Rolniczych 1975,  39 (3), s.1–56
- Metoda określania zasobów wód rzek północnej części województwa szczecińskiego. PWN Warszawa - Poznań 1978[15]
- Zasoby wód powierzchniowych zlewni rzek północnej części województwa szczecińskiego (red.). Szczec. Tow. Nauk. Wydział Nauk Przyrodniczo-Rolniczych 1978, 44, 149 ss.[18]
- Przepływ nienaruszalny w ujściowych odcinkach rzek z jezior przepływowych na przykładzie rzeki Płoni. „Zesz. Nauk. AR w Szczecinie, Rolnictwo”, 1983, 32, s. 11–22[19]
- Zmienność wskaźników bilansu wodnego dorzeczy Odry i Wisły. „Szczec. Rocz. Nauk.” 1988, 3, 2, s. 91-106 (wsp. Grzegorz Jezierski)
- Zasoby dyspozycyjne wód powierzchniowych na tle potrzeb wodnych zlewni rzek Pomorza. „Zesz. Probl. Post. Nauk Roln.” 1990, 387, s.47-55[20]
- Czynniki kształtujące wielkość współczynników odpływu w zlewniach dorzeczy Odry i Wisły. „Zesz. Nauk. AR Szczecin” 1993, 57, s.25-38 (wsp. Grzegorz Jezierski)[21]
- Metoda określania zasobów wód powierzchniowych zlewni rzek województwa szczecińskiego i jej weryfikacja. „Zesz. Nauk. AR Szczecin, Rolnictwo” 1996, 63, s.55-72[22]
- Autobiogram i skrócony wykaz publikacji. „Zesz. Nauk. AR Szczecin, Rolnictwo” 1996, 63, s.51-54[23]

## Odznaczenia i wyróżnienia
- Krzyż Kawalerski Orderu Odrodzenia Polski (1978)[15]
- Złota Odznaka Ministra Ochrony Środowiska i Zasobów Naturalnych (1989)[15]
- Medal Komisji Edukacji Narodowej (1993)[15]
- tytuł Pioniera Szczecina[24]